# Georgina Mollo
Georgina Mollo (Buenos Aires, 29 agosto 1983) è un'attrice argentina.

## Biografia
Debutta sugli schermi televisivi nel 1995 con il ruolo di Georgina, nella telenovela a sfondo musicale Chiquititas, dove rimarrà fino alla stagione 1998, cantando anche negli album della serie e comparendo nel suo spin-off Rincón de luz del 2003 nel ruolo di Clara. Nel 1999 partecipa alla telenovela Trillizos, ¡dijo la partera!, nel ruolo di Flavia.
Poi partecipa alla telenovela Rebelde Way interpretando il personaggio Luna Fernández, apparendo in alcuni videoclip relativi serie e recitando nei tour teatrali collegati ad essa.
Nel 2005 lascia la carriera di attrice e studia design della moda.
Ha tre figli, Felipe, Juana ed Eva.

## Filmografia

### Televisione
- Chiquititas – serial TV (1995-1998)
- Trillizos, ¡dijo la partera! – serial TV (1999)
- Chiquititas – serial TV (2001)
- Rebelde Way – serial TV (2002)
- Rincón de luz – serial TV (2003)

## Doppiatrici italiane
Nelle versioni in italiano dei suoi film, Georgina Mollo è stata doppiata da:
- Ludovica De Caro e Roberta De Roberto in Redelde Way[6]